# Bernardynki
Bernardynki, Mniszki Trzeciego Zakonu Regularnego św. Franciszka z Asyżu – żeński zakon z rodziny zakonów franciszkańskich, istniejący wyłącznie w Polsce.
Bernardynki pielęgnują tradycję adoracji Najświętszego Sakramentu w swoich świątyniach. Zakon ma charakter kontemplacyjno-klauzurowy. W czasie wolnym od modlitwy bernardynki zajmują się szyciem szat liturgicznych, wypiekiem hostii i komunikantów.
Pierwszy klasztor sióstr żyjących wspólnie powstał w Krakowie w roku 1454, chociaż pierwsze wzmianki o siostrach pochodzą z 1453 roku, kiedy to powstał krakowski klasztor franciszkanów obserwantów (bernardynów) pod wezwaniem św. Bernardyna ze Sieny (założony przez św. Jana Kapistrana). 
Życie zakonne sióstr oparte jest na regule trzeciego zakonu świeckiego (opartej na regule zakonnej św. Franciszka z Asyżu), która została zatwierdzona przez papieża Mikołaja V. Obecnie krakowskie bernardynki mieszkają w klasztorze przy kościele św. Józefa w Krakowie.
Na terenie Polski znajduje się 9 domów sióstr bernardynek liczących około 200 zakonnic. Wszystkie są domami autonomicznymi posiadającymi swój zarząd i własny nowicjat. Klasztory, choć cieszą się autonomią, tworzą tzw. federację. 
Domy zakonne w Polsce znajdują się w: Brzezinach, Chęcinach, Kończyskach (k. Zakliczyna), Krakowie, Łowiczu, Łodzi, Świętej Katarzynie, Warcie i Wieluniu.
Matka Franciszka Wierzbicka jest fundatorką i założycielką klasztoru Sióstr Bernardynek w Łodzi, która przybyła w 1946 do miasta na zaproszenie ówczesnego ordynariusza biskupa Włodzimierza Jasińskiego wraz z rodzoną siostrą Józefą oraz trzema innymi siostrami zakonnymi.